# Biljoengoud

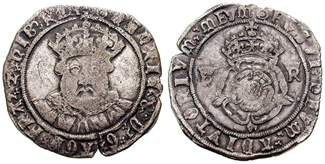
Onder koning Hendrik VIII van Engeland werd zo veel koper verwerkt in zilveren munten dat de koning de bijnaam old coppernose kreeg. De neus was het hoogste deel van de munt waar na slijtage het koper het eerst zichtbaar werd.

Biljoengoud (soms genaamd djokjazilver of medaillezilver) is een legering van een edelmetaal (meestal zilver, maar ook goud) met een hoog gehalte aan basismetaal (zoals koper), meer dan 50 %. Het wordt voornamelijk gebruikt voor de productie van munten, medailles en penningen. Voor munten is de term kortweg biljoen.
Het woord is een verbastering vanuit het midden Latijnse billo, wat "een munt met voornamelijk koper", of gewoon "betalingseenheid" betekent. Het Spaanse woord vellón, met ongeveer dezelfde uitspraak, in het Spaans is geen verschil tussen v en b.
Het gebruik van biljoengoud gaat terug door de middeleeuwen naar de Griekse oudheid. Tijdens de 6e en 5e eeuw v.Chr. maakten sommige steden op Lesbos munten van 60% koper en 40% zilver. In de middeleeuwen werden magerdere verhoudingen aangenomen, soms met slechts 25% of zelfs 20% zilver.
De uitdrukking "voor biljoen verklaren" betekent dan ook: iets ongeldig verklaren.